# Belaspidia masii
Belaspidia masii är en stekelart som beskrevs av Nikol'skaya 1952. Belaspidia masii ingår i släktet Belaspidia och familjen bredlårsteklar.
Artens utbredningsområde är Tadzjikistan. Inga underarter finns listade.